# Collinsville (Illinois)
Collinsville je grad u američkoj saveznoj državi Ilinois. Prema popisu stanovništva iz 2010. u njemu je živjelo 25.579 stanovnika.